# Woffelsbach
Woffelsbach ist ein Ortsteil der Gemeinde Simmerath in der Städteregion Aachen. Der Ort liegt an der Rurtalsperre in der Nord-Eifel und ist Zentrum des Segler-Tourismus am Rursee insbesondere für Wochenendgäste aus den Räumen Aachen (ca. 40 km nordwestlich) und Köln (ca. 60 km nordöstlich).

## Geographie
Woffelsbach liegt ca. 3 km nördlich von Rurberg am Rursee im Verbundsystem der Rurtalsperre und ca. 9 km südöstlich des Staudamms Schwammenauel (Abfluss der Rur in das Staubecken Heimbach). Das gegenüberliegende Ostufer des Rursees am Kermeter-Hang gehört ebenso wie die sich in Rurberg südöstlich anschließenden Gebiete des Obersees in Richtung Urfttalsperre und Ordensburg Vogelsang zum am 1. Januar 2004 gegründeten Nationalpark Eifel.

## Geschichte

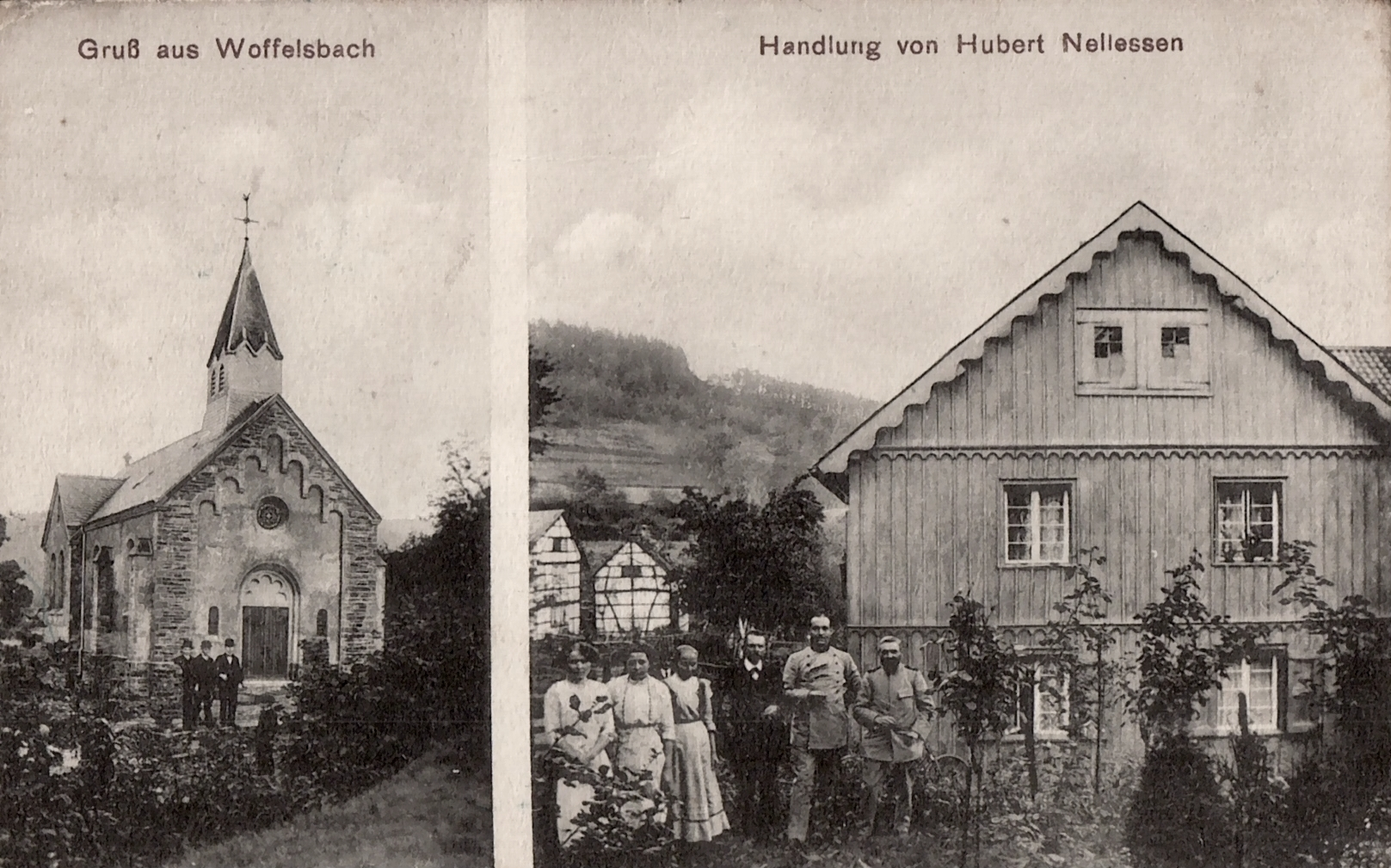
Ansichtskarte Woffelsbach, um 1915

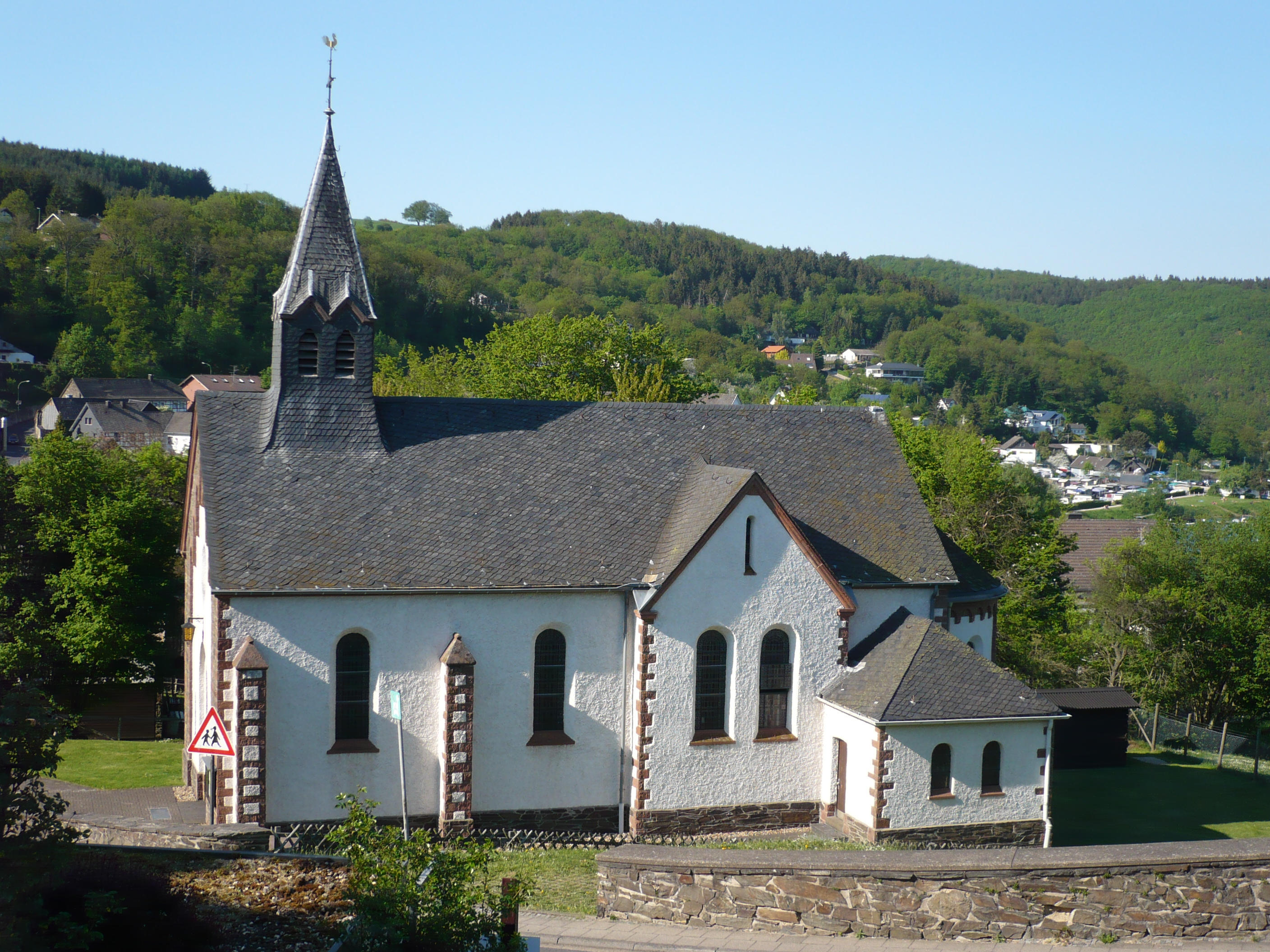
St. Wendelinus in Woffelsbach

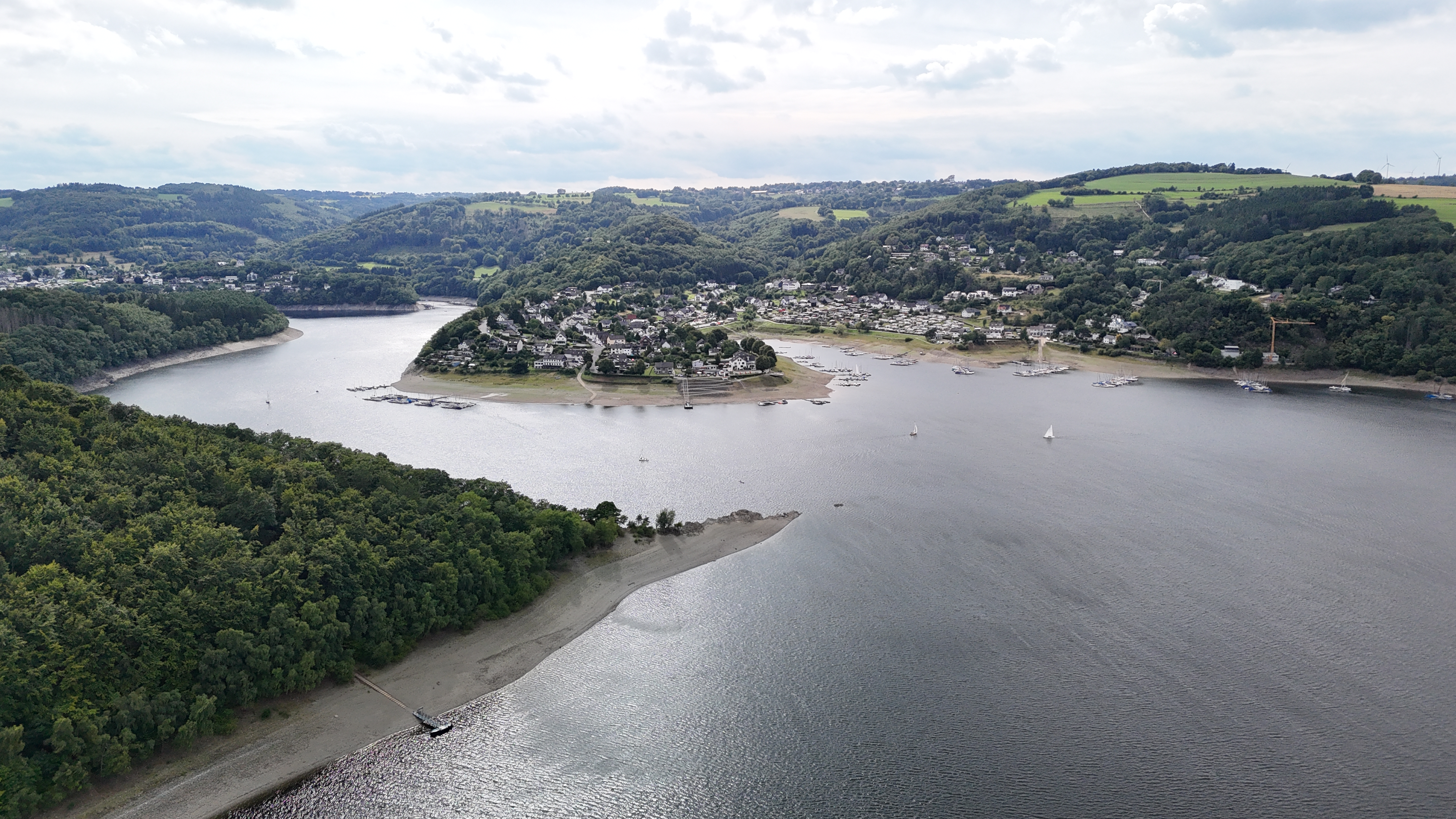
Woffelsbacher Bucht

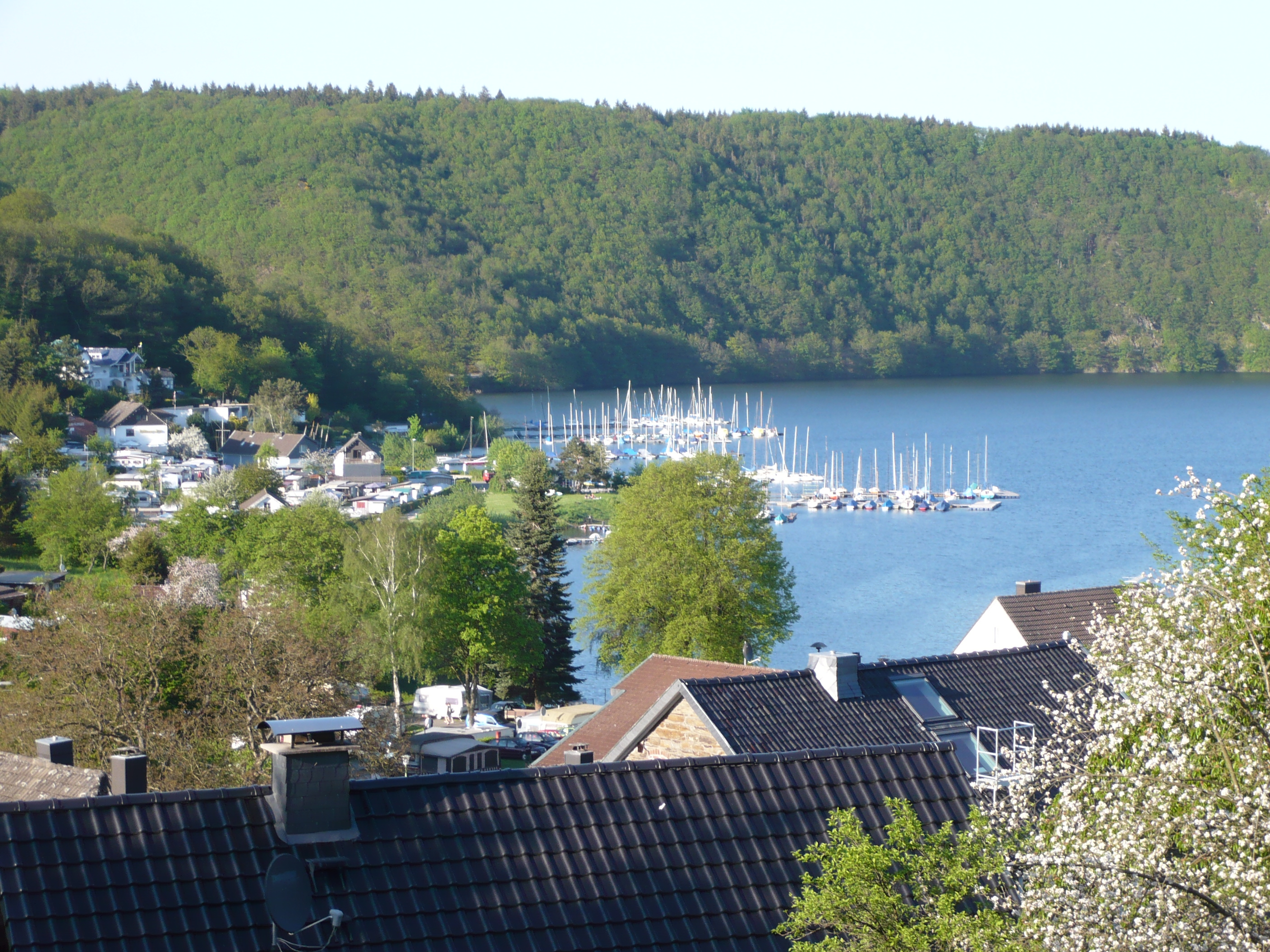
Yachthafen

Die Geschichte des Ortes ist vom Eifelverein noch nicht systematisch aufgearbeitet worden. Woffelsbach liegt im Zentrum einer durch Bodenfunde dokumentierten römischen Besiedlung des Rurtals. Neben der Halbinsel Weidenauel ca. 2 km südlich von Woffelsbach Richtung Rurberg ist die ca. 5 km nordwestlich (Richtung Schwammenauel) weit in den See hinausragende Halbinsel Eschauel die reichhaltigste Fundstätte für römische Relikte. Hier fand man Fundamente eines Landguts, Keramikscherben, Mahlsteine, eine Jupitersäule, eine Graburne, Reste von Rennöfen und Münzen. Jedoch fehlen unterstützende schriftliche Quellen und der Nachweis einer Siedlungskontinuität.
Woffelsbach wurde 1516 erstmals urkundlich erwähnt als Wolffelsauwell. Die ältesten erhaltenen Höfe stammen aus dem 17. Jahrhundert. 1676/77 wird das Dorf als Woiffelsbach erwähnt.
Wie das gesamte Monschauer Land gehörte auch das Rurtal bis zum Ende des 18. Jahrhunderts zum Herzogtum Jülich. Nachdem 1794 das gesamte Linke Rheinufer während des Ersten Koalitionskrieges besetzt war, gehörte das Gebiet von 1798 bis 1814 zu Frankreich. Simmerath und Umgebung gehörte zum Kanton Montjoie im Arrondissement Aachen im Rur-Département. Aufgrund der 1815 auf dem Wiener Kongress getroffenen Vereinbarungen wurde das Gebiet dem Königreich Preußen zugeordnet, von 1822 bis zum Ende des Zweiten Weltkriegs war es Teil der Rheinprovinz.
1860 wurde der Bau einer eigenen Kapelle beschlossen, es dauerte 52 Jahre bis 1912 St. Wendelinus eingeweiht wurde. 
In Woffelsbach lebte man vom Obstanbau, als Hinweis gilt die Kirsche im Wappen sowie Straßennamen wie Kirschberg und Wingertsberg.
Mit dem Bau der Rurtalsperre 1934–1938 und deren Erweiterung 1955–1959 verschwand ein großer Teil vom alten Woffelsbach im Rursee. Gleichzeitig nahm der Tourismus in Woffelsbach seinen Anfang. 1955 bis 1959 wurde die Rurtalsperre weiter ausgebaut. 1956 wurde der erste Yachtclub gegründet. Heute beherbergt Woffelsbach mehr als 15 Segelvereine. Weiter Touristenattraktionen sind Campingplätze, Segelschulen, Appartements und private Wochenendhäuser. 2012 bis 2014 entstand eine neue Mitte mit Parkanlagen direkt am See und einer Seeterrasse mit Seebühne. 
Durch das Gesetz des Landes Nordrhein-Westfalen zur Neugliederung der Gemeinden und Kreise des Neugliederungsraumes Aachen (das sogenannte Aachen-Gesetz) vom 14. Dezember 1971 wurde das zuvor zu Rurberg gehörende Woffelsbach der Gemeinde Simmerath zugewiesen.

## Kultur, Sehenswürdigkeiten und Touristik

### Bauwerke

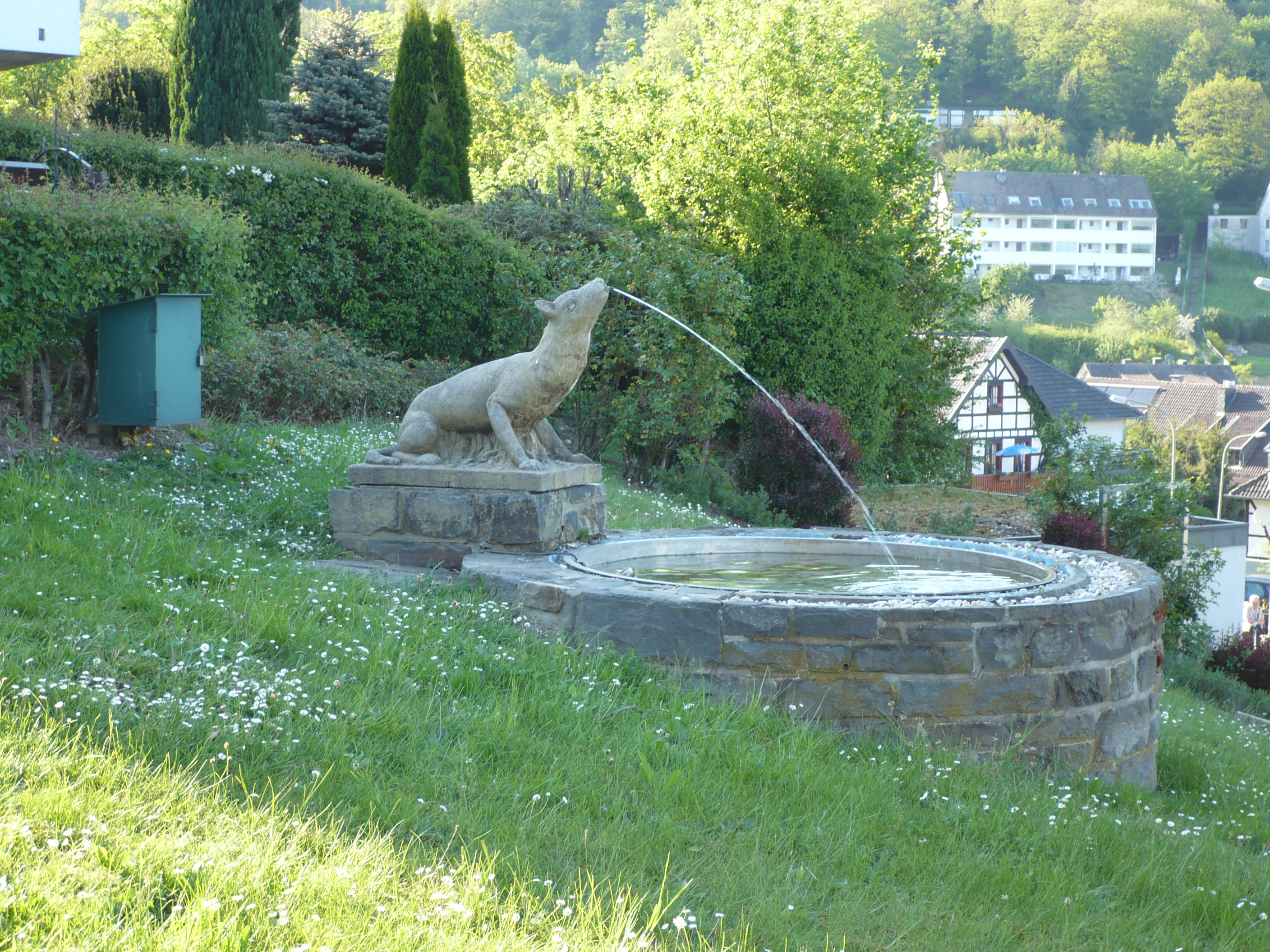
Wolfsbrunnen

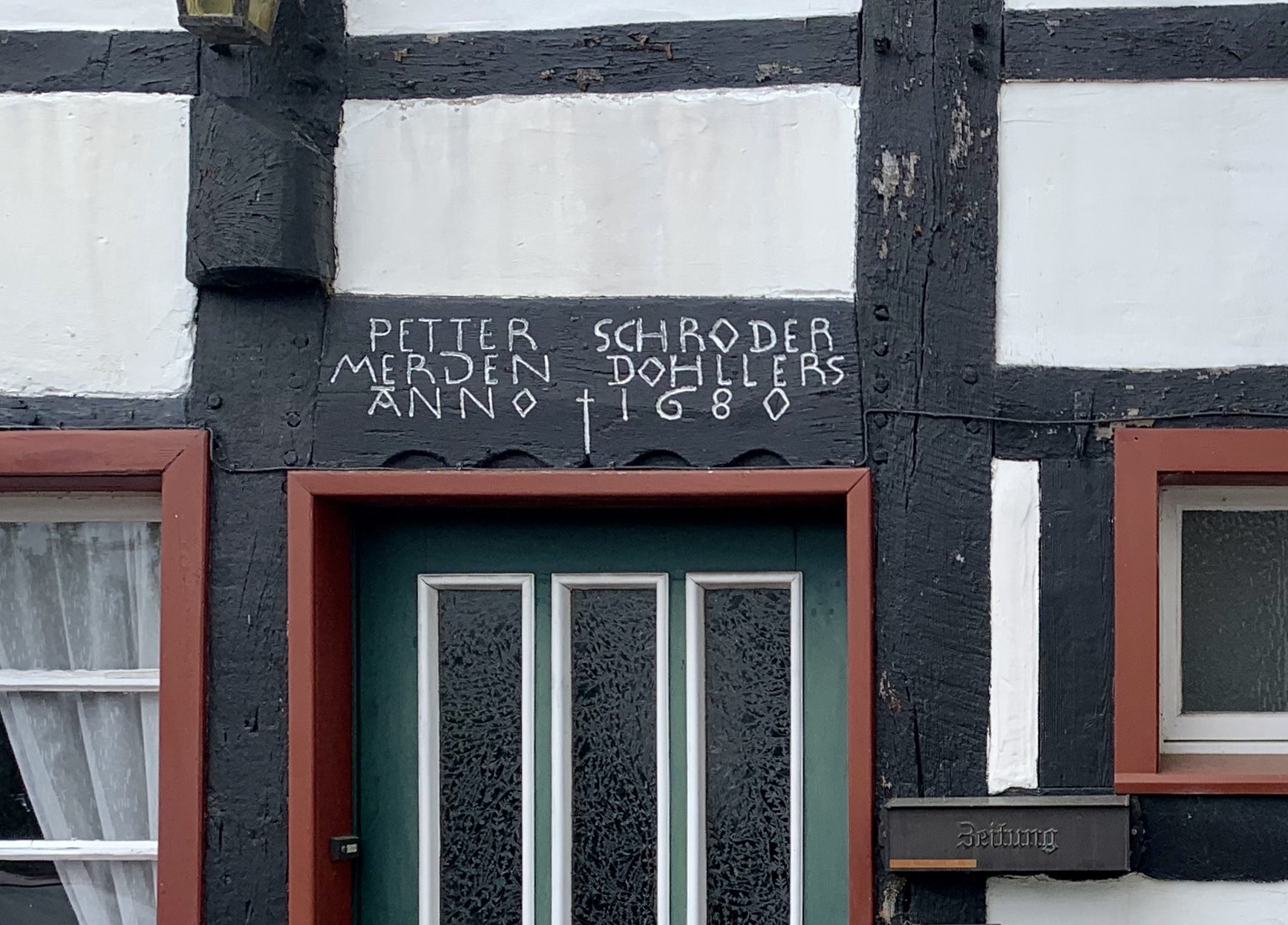
Inschrift am Haus Seestraße 15 / Obershausener Straße

- Zentrum des Ortes ist der 1954 aufgestellte Wolfsbrunnen[5]; er wurde 2005 renoviert.[6] Nach WDR-Recherchen soll der Name sich auf Wölfe beziehen,  die früher zum Trinken an die Rur bzw. den Wolfsbach gekommen sind.
- Die Hofanlagen in der Obershausener Straße gehören zu den ältesten Gebäuden des Ortes (17. Jahrhundert). Einige Gebäude sind jedoch stark verändert. 2018 wurde einer der ältesten Höfe zu einem Ferienwohnpark mit Café & Bistro umgebaut.

### Naturdenkmäler

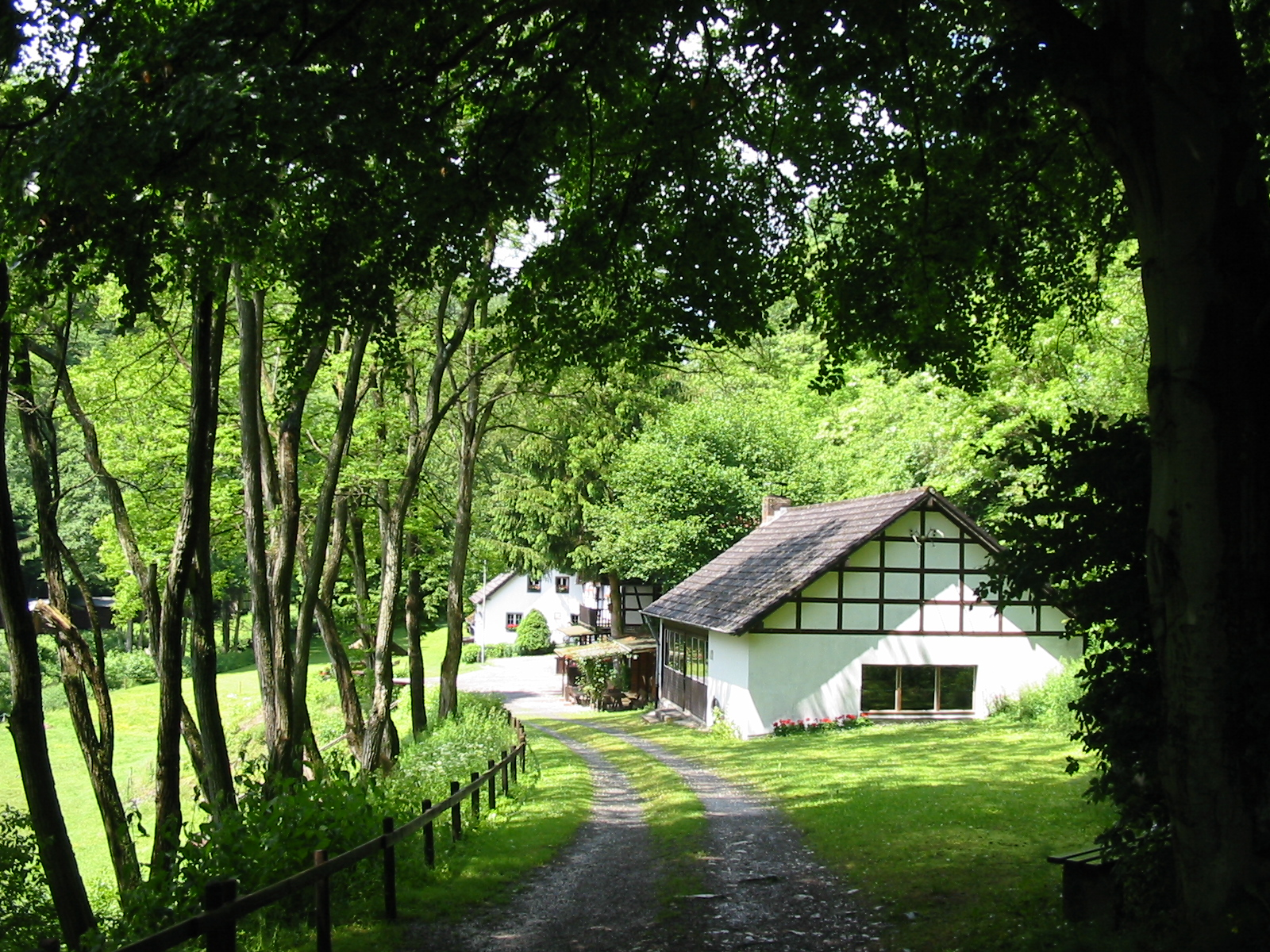
Im Schilsbachtal

- Woffelsbach ist Treffpunkt der regionalen Segler, die hier ihre Liegeplätze unterhalten und zum Wochenende campen oder im eigenen Wochenendhaus leben. Im Winter ist der Ort den Einheimischen überlassen, da Mitte November alle Segelboote eingeholt werden müssen. Hotels, Pensionen, Cafés und Gaststätten spielen im Vergleich zu den breiter gefächerten Touristeninteressen dienenden Ferienquartieren wie Rurberg oder Einruhr eine untergeordnete Rolle. Bis Anfang des 21. Jahrhunderts gab es einen Biker-Treffpunkt, den auch die WDR-Sendung Lokalzeit vom 30. September 2004 behandelte, doch nunmehr ist die Ortsdurchfahrt untersagt.
- Die Linienschifffahrt der Rursee-Schifffahrt KG zwischen Rurberg und dem Staudamm Schwammenauel macht in Woffelsbach Zwischenstation. Das gegenüberliegende Kermeter-Ufer mit seinen Naturlandschaften und Lehrpfaden auf dem Territorium des Nationalparks ist ebenfalls mit einer Schiffsanlegestelle angebunden.
- Das Schilsbachtal (Jugendferienheim des Eifelvereins), das in eine tief eingeschnittene Seebucht ca. 1 km nördlich von Woffelsfach mündet, ist eine weitgehend naturbelassene Landschaft.

### Radwege
Die Uferrandwege (rund um den Rursee 27 km) sind mit dem Rad befahrbar und zu Fuß begehbar. Sie führen auf beiden Seiten durch Buchen- und Eichenwälder sowie Hochstaudenfluren.
Durch den Ort führen die Radfernwege:
- Eifel-Höhen-Route, der als Rundkurs um den Nationalpark Eifel führt;
- RurUfer-Radweg, der die höchste Erhebung des Hohen Venn mit der Mündung der Rur in die Maas verbindet.

### Schwimmen
In der Bucht bei Woffelsbach ist das Schwimmen zugestanden (offizielle Badestelle).

## Verkehr
Die AVV-Buslinie 68 der ASEAG verbindet Woffelsbach mit Simmerath und Einruhr.
| Linie | Verlauf |
| ----- | --- |
| 68    | (Lammersdorf – Witzerath – Rollesbroich –) Simmerath – (Kesternich –) Strauch – Steckenborn – Woffelsbach – Rurberg (– Einruhr) |